# Svartsjön (Hammars socken, Närke)
Svartsjön är en sjö i Askersunds kommun i Närke och ingår i Motala ströms huvudavrinningsområde.